# Sandro Fioravanti
Sandro Fioravanti (Roma, 3 aprile 1962) è un telecronista sportivo italiano.
Inizia la carriera televisiva nel 1982 nelle emittenti locali (GBR prima e TeleRoma Europa poi) partecipando al racconto di Seoul 1988. Dal 1986 a Telemontecarlo dove è telecronista degli eventi di nuoto ed atletica leggera fino al 1991.
Passato in Rai (1991), esordisce come telecronista del nuoto ai Giochi Olimpici di Barcellona del 1992. Da allora racconta per l'emittente di stato Olimpiadi, campionati mondiali ed europei di nuoto tra le corsie, affiancato dal commento tecnico di Giorgio Lamberti prima e Luca Sacchi poi. Sue le telecronache delle storiche imprese azzurre nell'Olimpiade di Sydney 2000 (tre ori di Rosolino e Fioravanti).
Dal 1992 al 1998 è la voce a bordo pista dell'atletica leggera nei grandi avvenimenti; inoltre negli ultimi anni si è occupato costantemente di olimpismo e storia delle Olimpiadi.
Il 17 ottobre 2009 viene nominato vicedirettore di Raisport: a sostituirlo nelle telecronache dei principali eventi di nuoto è Tommaso Mecarozzi.